# El Cajón
El Cajón (další používaný název Francisco Morazán) je přehradní nádrž v Hondurasu. Jedná se o jedno z nejvýznamnějších vodohospodářských děl v této středoamerické zemi. Přehrada se nachází ve střední části země zhruba 180 km od hlavního města Tegucigalpa a 80 km od San Pedro Sula, což je nejvýznamnější průmyslové centrum Hondurasu. Kromě výroby elektrické energie slouží i k protipovodňové ochraně Valle de Sula a jako zásobárna vody pro závlahy tamtéž. Hlavními přítoky do nádrže jsou řeky Humuya a Sulaco, z nádrže vytéká řeka Comayagua, která se dále vlévá do Ulúy.

## Těleso hráze
Jedná se o betonovou klenbovou hráz s dvojí křivostí vklíněnou do úzké skalnaté soutěsky. Je vysoká 226 metrů, což z ní dělá jednu z nejvyšších přehradních hrází světa. Tloušťka hráze v patě je 48 m, k výstavbě bylo použito 1,5 milionu m³ betonu. Kóta koruny hráze je v nadmořské výšce 301 m n. m. Vodní elektrárna zbudovaná společně s betonovou hrází, je vybavená 8 francisových turbínami s celkovým instalovaným výkonem 300 MW a představuje nejvýznamnější zdroj el. energie v celém státu.

## Přehradní nádrž
Umělé jezero, které vzniklo výstavbou hráze, má kolísavou rozlohu mezi 94 km² a 112 km² (variabilní dle ročního období). Průměrná hloubka vody je 49 m, plocha povodí nad nádrží dosahuje hodnoty 8 630 km². Celkový objem vody akumulované v nádrži činí 5 700 milionu m³ vody (5,7 km³). V nádrži žije mnoho rybích druhů, rybolov představuje pro přilehlé obce jednu z významných složek jejich ekonomiky.